# Lago Eyre

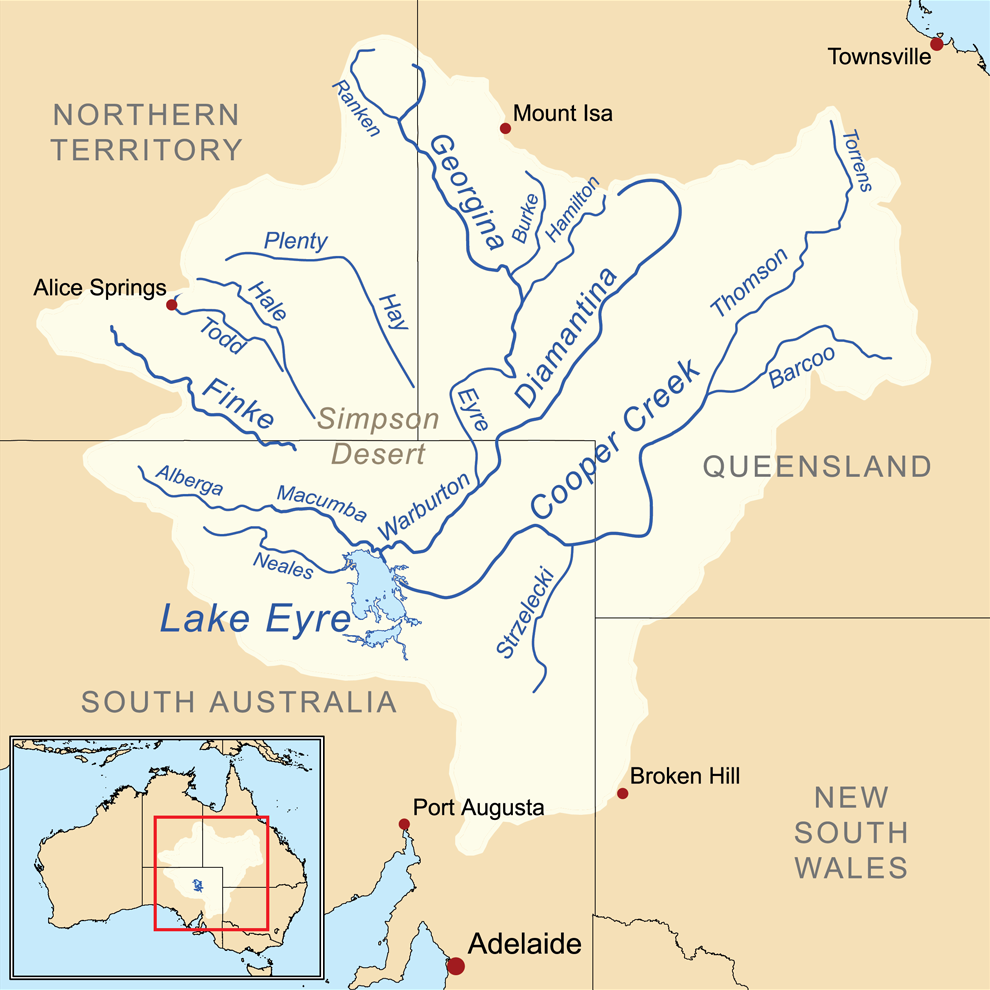
Área de drenagem do Lago Eyre.

O Lago Eyre situa-se a norte de Port Augusta, a sul da Austrália e é, nas raras ocasiões em que está cheio (devido a cheias causadas por chuvas momentâneas), o maior lago da Austrália e também seu ponto mais baixo (aproximadamente 15 m abaixo do nível do mar). A sua bacia estende-se por cerca de 9300 km².
Este lago deve o seu nome a Edward John Eyre, um explorador que, em 1840, relatou a sua existência. Nas décadas seguintes, este lago foi explorado diversas vezes (1857 - Goyder; 1866 - Warburton; 1901 - Gregory), mas só em 1922 é que Halligan conseguiu definir os contornos deste lago, por via aérea.